# 2025年3月以色列袭击加沙地带
東歐時間2025年3月18日晚，以色列对加沙地带发动突然袭击，停火协议破裂，標誌戰火重啟。当晚以色列的导弹和炮击造成400多名巴勒斯坦人死亡，其中包括263名妇女和儿童，成為以哈戰爭中最致命的攻擊之一。以色列國防軍將此行動命名為「威力與利劍行動」（羅馬化：Mivtsa ‘Oz VeḤerev），採取空襲與砲擊的作戰方式，並與美國協調行動。
2025年1月19日，以色列總理本雅明·內塔尼亞胡與哈馬斯達成三階段停火協議。協議規定，以色列人質應在第二階段結束前全數獲釋，戰爭則將永久終結。然而，當第一階段於3月1日結束後，哈馬斯要求依照原協議進入第二階段，但內塔尼亞胡和特朗普政府卻堅持重新談判條款。此外，以色列未履行協議中撤離加沙據點的承諾，並在停火期間殺害超過140名巴勒斯坦人。3月，以色列進一步禁止食品與藥品進入加沙，甚至關閉主要海水淡化廠的電力供應，導致當地完全失去供水。這些行為已被國際社會視為戰爭罪。
當地時間3月18日凌晨2時，以色列軍方對加沙市、汗尤尼斯與拉法等地展開大規模空襲與砲擊。根據加沙衛生部的數據，至少413人喪生，其中大部分為婦女與兒童。空襲摧毀住宅，並引燃帳篷營地。當地醫院擠滿死傷者而不堪負荷。以色列國防軍表示，攻擊目標是哈馬斯的領導層、中階指揮官及其作戰基礎設施，但其他消息來源則指控，以色列對加沙進行無差別轟炸，導致數個家庭在襲擊中遭滅門。
哈馬斯強烈譴責以色列違反停火協議，並指控此舉危及仍被扣押於加沙的人質，但截至目前哈馬斯尚未進行軍事報復。以色列政府則辯稱，行動是因哈馬斯拒絕透過釋放更多人質來延長停火；然而，事實上哈馬斯早已同意履行原協議的第二階段，以色列人質將在戰爭永久終結的交換條件下獲釋。這場衝突再度激化，聯合國安全理事會已召開緊急會議討論局勢。

## 背景
2025年1月中旬，以色列與哈馬斯達成停火協議，暫停以哈戰爭。根據協議，停火分為三個階段：第一階段進行有限的以巴囚犯交換，並增加對加沙的人道援助；第二階段完成囚犯交換，並正式結束戰爭；第三階段則展開加沙的重建工作。儘管第二階段的細節仍需談判，但拜登政府明確表示，在雙方達成第二階段協議前，第一階段的停火將持續。
然而，以色列未按照原協議進入第二階段，而是推動「新計劃」（即「威特科夫計劃」，以美國中東問題特使史蒂文·威特科夫命名），要求哈馬斯釋放以色列俘虜，以換取停火延長50天，但以色列仍保留隨時重啟戰爭的權利。然而，「威特科夫計劃」並非1月停火協議的一部分，這意味著以色列實際上「違反停火協議」，拒絕執行原定的第二階段。CBS新聞指出，美國總統當勞·特朗普與以色列總理內塔尼亞胡提出的部分方案亦與原停火協議條款相矛盾。哈馬斯則強調，應全面執行1月達成的停火協議。
以色列政府與美國則試圖重新談判原有停火協議，並將哈馬斯堅持履行協議的立場描述為「拒絕」延長停火
。以色列的新提案要求在進行更多囚犯交換的條件下延長停火，但這並非1月協議中的內容。美國國家安全委員會發言人則指，哈馬斯「本可透過釋放人質來延長停火，卻選擇了拒絕與戰爭」。
巴勒斯坦官員指控，以色列國防軍在停火期間違約數百次，對加沙地帶發動攻擊，造成逾百人死亡。據他們所述，死者中包括「正在撿拾木柴或檢查家園的平民」。以色列總理內塔尼亞胡及政府官員則反指哈馬斯曾多次違反停火協議，利用人質進行宣傳與儀式。此外，以色列外交部部長吉德翁·薩爾在未提供證據的情況下聲稱哈馬斯私自攔截援助物資，哈馬斯則否認這一指控。
3月2日，伊斯蘭教齋戒月開始後不久，以色列全面封鎖所有人道援助（包括食物與燃料）進入加沙。數日後，以色列進一步切斷加沙主要海水淡化廠的電力供應，該設施負責為50萬名巴勒斯坦人提供飲用水。國際特赦組織批評，以色列封鎖食水的做法，意圖透過惡劣生活條件摧毀巴勒斯坦人民，等同種族滅絕（參見加沙種族滅絕）。無國界醫生則形容，剝奪巴勒斯坦人的飲用水屬於戰爭罪行。
3月17日至18日，以色列官員聲稱，哈馬斯等巴勒斯坦武裝組織正在強化軍事實力，準備對以色列社區及駐加沙的以軍發動攻擊。不過，以色列未提供相關證據，哈馬斯亦否認指控。

### 以色列國內政治
以色列總理內塔尼亞胡面臨聯合政府內極右翼成員的壓力，要求恢復對加沙的軍事行動。戰爭期間，內塔尼亞胡執政聯盟內部多次有人呼籲徹底佔領加沙，並重建猶太人定居點。然而，內塔尼亞胡一直未全面接受這些主張。當他在1月簽署停火協議時，以色列國家安全部部長伊塔馬爾·本-格維爾曾退出聯合政府，但在3月18日以色列對加沙發動攻擊後，本-格維爾又重新加入內閣。
反對黨成員則批評內塔尼亞胡政府未能削弱哈馬斯及其盟軍的軍事能力，也未成功營救仍在加沙的以色列人質。內塔尼亞胡的批評者還指出，3月18日的襲擊與他本人的法律案件有關。內塔尼亞胡原訂於當日出庭就貪污案作證，但襲擊發生後，審判被推遲。

### 加沙巴勒斯坦人驅逐計劃
2025年2月4日，美國總統特朗普表示計劃「接管」並「擁有」加沙地帶，並提議將該地區約200萬名巴勒斯坦人永久遷移。內塔尼亞胡支持此構想，但人權專家譴責該計劃違反國際法。3月18日的以色列襲擊行動亦獲得特朗普同意。
此外，以色列Nachala組織多次呼籲內塔尼亞胡擊敗哈馬斯，並將巴勒斯坦人逐出加沙。

## 襲擊

### 3月18日
2025年3月18日凌晨約2時20分，以色列在伊斯蘭教齋月期間對加沙發動攻擊。此舉打破了約兩個月前達成的停火協議，屬突襲行動。以色列軍方表示，為確保奇襲效果，襲擊計劃僅限於以色列國防軍內部高層知悉。
以色列戰機於凌晨2時30分進入加沙，以色列國防軍隨後在Telegram上宣佈，軍方與以色列安全局正在「對哈馬斯在加沙地帶的恐怖目標發動大規模打擊」。《美聯社》報導稱，以色列總理內塔尼亞胡在停火談判陷入僵局後下令發動攻擊。以色列國防軍表示，攻擊目標包括拉法、汗尤尼斯、代爾拜萊赫、努塞拉特、布賴吉、宰通區（Al-Zaytoun）、卡拉馬（Al-Karama）及拜特哈嫩。另據半島電視台報導指，拉法的馬瓦西地區亦遭到襲擊。
一名未具名的以色列軍方官員向路透社透露，以色列計劃無限期持續攻擊，並將動用除空襲外的其他軍事手段。
據半島電視台駐加沙記者報導，以色列坦克猛烈轟炸汗尤尼斯東部的阿巴桑凱比拉地區，其中一輛車內的6名家族成員遭炮擊喪生。炮擊共造成至少13人死亡，而在拉法的空襲中，一個家族的17名成員罹難。
此外，加沙市的Al-Tabi'in學校當時正收容難民，但遭空襲導致部分建築倒塌。而位於Al-Shati難民營的加沙市監獄也被炸毀，整棟建築倒塌，造成至少36名囚犯與獄警死亡。

### 3月19日
以色列的襲擊於19日凌晨6時持續至當地時間凌晨，對拉法與汗尤尼斯發動襲擊，造成14人死亡，包括一名在帳篷營地避難的母親與其子女。此外，加沙市西北部一棟五層樓高的住宅大樓遭襲擊後整棟倒塌。加沙民防部門估計，事發時大樓內約有30人，救援人員已從瓦礫中尋獲3具遺體及一名重傷倖存者。此外，加沙市東部亦遭到猛烈砲擊。
聯合國一名官員表示，一處聯合國賓館遭到「非偶然性襲擊」。以色列則否認襲擊該建築的指控。

### 3月20日
20日凌晨，以色列對加沙地帶發動多次襲擊，據報造成至少80名巴勒斯坦人死亡。襲擊範圍包括巴尼蘇海拉（Bani Suheila）、阿巴桑卡比拉（Abasan al-Kabira）、法卡里（al-Fukhari）、穆斯貝（Mosbeh）與拜特拉希耶，導致至少11座住宅建築被「夷為平地」。這些建築多為家族住宅，襲擊造成婦女、兒童、新生嬰兒及當時仍在熟睡的男子喪生。

### 3月21日
以色列軍方以葉門的飛彈襲擊以色列和哈瑪斯向特拉維夫發射火箭為由擴大加薩走廊全境的地面行動。

### 地面行動
3月18日，以色列國防軍在加沙中部展開「重點地面行動」，目標是擴大緩衝區範圍，並重新控制橫貫加沙地帶的內察里姆走廊。3月19日，以色列國防軍正式宣佈該行動，並已部分奪回該走廊的控制權。這一戰略動作切斷巴勒斯坦人往返加沙地帶北部與南部的通道。

## 人道援助封鎖
在空襲前後及期間，以色列對所有人道援助物資實施全面封鎖，包括食物、水、藥品與醫療用品、炊具等基本生活必需品。聯合國安全理事會曾多次請求取用並分發滯留於凱雷姆沙洛姆邊境口岸的援助物資，但這些請求均遭到「系統性拒絕」。此外，以色列切斷加沙南部海水淡化廠的電力供應，導致約60萬人無法獲得乾淨飲用水。由於商業物資遭封鎖，基本食品價格大幅上漲，其中北加沙的蔬菜價格飆升三倍，至少六家受世界糧食計劃署補助的麵包店因缺乏燃氣與烹飪用品而被迫關閉。
3月19日，聯合國人道主義事務協調廳報告指出，以色列阻止醫療設備運入加沙，其中包括20台新生兒加護病房的呼吸機及9台便攜式新生兒保溫箱。
此外，以色列在約旦河西岸設置近1000個路障與檢查站，對巴勒斯坦人的行動施加嚴格限制。據報導，這些措施迫使平民繞行危險路線，或在檢查站前排隊數小時，嚴重影響西岸地區的商業活動。

## 傷亡
18日當日，已造成有413人喪生，其中包括174名兒童。加沙衛生部通報稱，襲擊已造成超過560人受傷。在404名遇難者中，有263人為婦女與兒童。3月18日的襲擊因此成為自2023年10月以哈戰爭爆發以來，巴勒斯坦人死亡人數最多的一天。
至20日，已造成至少591人死亡，1042人受傷。
加沙地帶政府媒體辦公室表示，大多數死者為婦女、兒童及老年人，並指出許多「整個家庭」在襲擊中滅門。該機構認為，以色列的攻擊策略意在摧毀加沙居民的生存意志，並呼籲國際社會制止襲擊，追究以色列官員的責任。
以色列的空襲擊中聯合國加沙市總部，導致一名保加利亞人死亡，另有4人受傷。
在此次襲擊中，加沙政府領袖伊薩姆·達利斯喪生。以色列方面稱，其他被擊斃的加沙官員還包括內政部長馬哈茂德·阿布·瓦特法、內部安全負責人巴哈吉·阿布·蘇丹、司法部長艾哈邁德·奧馬爾·哈塔。另有報導稱，加沙緊急委員會主席阿布·奧貝達·賈馬西亦在襲擊中喪生。巴勒斯坦伊斯蘭聖戰組織發言人阿布·哈姆扎也於空襲中被擊斃。
希法醫院院長穆罕默德·阿布·薩米亞表示，在緊急救援過程中，由於醫療物資嚴重短缺，院內「幾乎每分鐘都有傷者死亡」。他指出，加沙市與北加沙地區僅剩四張重症監護病床，而救援人員幾乎無法進入瓦礫堆尋找傷者。
此外，加沙中部至少有70人受傷。

## 強制撤離
以色列國防軍下令加沙東部的所有平民撤離，前往加沙市中心。受撤離命令影響的地區包括北加沙的拜特哈嫩，以及汗尤尼斯的阿巴桑卡比拉（Abasan al-Kabira）、阿巴桑薩吉拉（Abasan al-Saghira）和胡扎阿（Khuza'a）。

### 加沙的應對
加沙教育部宣佈，數十所學校暫停授課。

## 反應
區內調解方加緊外交努力，希望促成新一輪停火。美國重申以色列的自衛權，並將停火破裂的責任歸咎於哈馬斯。白宮發表聲明稱，哈馬斯及其他區域勢力「將付出代價」，並警告「地獄即將降臨」（All hell will break loose）。

### 巴勒斯坦
哈馬斯官員伊扎特·里舍克表示：「內塔尼亞胡恢復戰爭的決定，就是決定犧牲以色列的戰俘，等同於對他們判處死刑。」一名哈馬斯高級官員向路透社表示，以色列的襲擊等於單方面終止1月19日達成的停火協議。巴勒斯坦伊斯蘭聖戰組織指控以色列「蓄意破壞所有停火努力」，以重啟對加沙的「滅絕戰爭」。該武裝組織稱內塔尼亞胡的政府為「嗜血的納粹內閣」，並誓言其無法達成目標。
哈馬斯官員塔赫·努努則表示，以色列的攻擊是對國際社會的一場「道德考驗」——全球社會將決定是否默許對平民的轟炸，還是採取行動制止針對巴勒斯坦平民的暴力。3月20日襲擊事件後，哈馬斯向以色列發射火箭。

### 以色列
以色列國防部部長伊斯雷爾·卡茨宣佈，以色列已「恢復在加沙的戰鬥」。他進一步警告，若哈馬斯不釋放所有被扣押的人質，以色列將對加沙「打開地獄之門」，並動用哈馬斯「前所未見」的軍事力量。以色列同時在攻擊期間無限期關閉拉法口岸。
以色列總理內塔尼亞胡的辦公室在Twitter／X平台發表聲明，指控哈馬斯持續拒絕釋放去年10月7日襲擊以色列時綁架的人質，並拒絕所有調解人與美國中東特使史蒂夫·威特科夫提出的談判方案。
以色列外交部部長吉德翁·薩爾則表示，由於停火談判陷入僵局，且哈馬斯在攻擊前兩週半內未再釋放人質，以色列「別無選擇」，只能重新發動攻勢。他形容局勢為「死結」，認為「如果不採取行動，任何進展都不可能發生」。他還強調，這次軍事行動不會只持續一天。
3月19日，以色列媒體報導稱，雖然有觀點認為這次空襲是因停火協議「崩潰」所致，但實際上，停火協議是由以色列政府「刻意終結」的。

### 國際
- ：總理安東尼·阿爾巴尼斯在加沙遭受攻擊後表示：「當地已經承受了巨大苦難，因此我們敦促所有相關方尊重既有的停火協議與人質交換協議。」他進一步強調：「澳洲將繼續向各方表達立場，並堅定支持該地區的和平與安全[2]。」
- ：外交部嚴厲譴責以色列對加沙的軍事行動，聲明指出：「這次攻擊已造成嚴重的平民傷亡，尤其是婦女與兒童，並加劇了當地已極度惡化的人道危機。」孟加拉國敦促以色列立即停止軍事行動，遵守國際法，並呼籲聯合國及國際社會迅速採取行動，以制止暴力、保護平民，並確保人道援助能夠順利進入加沙[68][69][70][71]。
- 比利时：外交部部長馬克西姆·普雷沃在Twitter／X平台發文，呼籲以色列與哈馬斯落實停火協議的第二階段，強調「這將是邁向和平與重建的重要一步」。他進一步譴責「以色列新一輪的空襲及其造成的重大平民傷亡」，並指責以色列阻擋對巴勒斯坦的援助是「嚴重違反國際法的行為」[2]。
- 智利：智利政府譴責「以色列對加沙平民的殘暴攻擊」，並強烈呼籲立即停火[72]。
- 中华人民共和国：外交部發言人毛寧表示，北京對加沙的襲擊「高度關切」，並敦促各方保持克制，避免任何可能加劇局勢的行動，以防止更大規模的人道災難[2]。
- 哥伦比亚：哥倫比亞政府強烈譴責「無差別攻擊」，認為此舉嚴重危害停火協議的執行，並敦促各方遵守停火[73]。
- 埃及：作為美國與卡塔爾的共同調停方，埃及政府譴責以色列的襲擊是對停火協議的「公然違反」。外交部警告，這一「危險升級行為」可能對地區穩定造成嚴重後果[2]。
- 法國：外交部譴責這次攻擊，呼籲「立即停止敵對行動」，強調這不僅危及人質談判的努力，也威脅加沙平民的生命安全[2]。在與約旦國王阿卜杜拉二世會晤時，總統埃馬紐埃爾·馬克龍稱這場襲擊是「對和平進程的嚴重倒退」[74]。
- 德国：外交部部長安娜萊娜·貝爾伯克表示，以色列的攻擊「令人極度擔憂」，並指出：「難民營內燃燒帳篷的畫面令人震驚。無論在任何情況下，兒童與境內流離失所者都不應被用作談判籌碼[2]。」
- 伊朗：外交部發言人指責美國應對「巴勒斯坦被佔領土內持續發生的種族滅絕」負直接責任[2]。
- 愛爾蘭：總理米歇爾·馬丁譴責以色列的加沙攻擊，並敦促各方遵守停火協議、釋放人質並重啟談判。他強調：「加沙平民已經歷難以承受的苦難，必須立即停止所有敵對行動」[2]。
- 義大利：總理喬治亞·梅洛尼警告，以色列的軍事行動恐危及人質釋放協議。在參議院發表演說時，她表示：「我們對加沙戰火重燃深感憂慮……這不僅破壞了我們共同努力的目標——釋放所有人質與永久停火，還可能阻礙人道援助的全面恢復」[2]。
- 约旦：政府發言人穆罕默德·莫馬尼表示，約旦關切以色列對加沙的「殘酷轟炸」，並強調應立即停止[2]。國王阿卜杜拉二世在巴黎與法國總統馬克龍會談時，將以色列的襲擊與封鎖人道援助形容為「危險的升級」，警告其將嚴重威脅加沙平民的生命安全[75]。
- 黎巴嫩：真主黨譴責以色列「滅絕戰爭」的持續行動，並重申對加沙的堅定支持[76]。
- 马来西亚：首相安華·依布拉欣強烈譴責以色列的空襲，該襲擊導致來自馬來西亞伊斯蘭組織協商理事會的援助人員喪生，他們當時正在加沙執行人道任務[77]。
- 荷蘭：外交部部長卡斯帕·維爾德坎普在Twitter／X平台上呼籲：「所有敵對行動必須永久結束。」他敦促各方遵守停火與人質交換協議，並強調：「所有平民都應受到保護。我們敦促各方全面履行協議，釋放所有剩餘人質，並確保人道援助送達有需要的人手中」[2]。
- 挪威：首相約納斯·加爾·斯特勒形容以色列的襲擊是「加沙人民的巨大悲劇」，並表示：「他們幾乎毫無防護，許多人只能住在帳篷裡，或者棲身於戰火摧毀的廢墟之中[2]。」
- ：外交部發表聲明，譴責以色列的軍事行動，並警告：「以色列持續升級的政策最終將引發地區全面動盪，並嚴重危及區域安全與穩定[2]。」
- 俄羅斯：克里姆林宮發言人德米特里·佩斯科夫警告，以色列的攻擊可能引發「螺旋式升級」，進一步惡化局勢[2]。
- 沙烏地阿拉伯：外交部發表聲明，以「最強烈的措辭」譴責以色列佔領軍恢復攻勢，並對無辜平民居住區的直接轟炸表示嚴厲譴責。。
- 南非：國際關係與合作部強烈譴責以色列的軍事行動，並表達嚴重關切，指出：「加沙數百萬人正面臨極端的食物與水資源短缺，而以色列依然阻擋援助，並切斷該地區能源供應」[78]。
- 西班牙：外交部部長荷西·曼努埃爾·阿爾瓦雷斯嚴厲批評以色列的攻擊，並在接受Onda Cero廣播電台訪問時表示：「我無法用言語形容加沙的慘況。我們應該哀悼並強烈譴責這波新的暴力衝突，以及無差別轟炸平民的行徑[2]。」
- 瑞典：外交部部長瑪麗亞·馬爾默·斯蒂納加德形容以色列對加沙的攻擊「極度危險」，並敦促立即停止一切暴力行動[79]。
- 瑞士：聯邦外交部在Twitter／X平台上發表聲明，敦促立即恢復停火、釋放所有人質，並確保人道援助能夠不受阻礙地送達有需要的人手中[2]。
- 土耳其：外交部批評以色列的襲擊是「種族滅絕政策的新階段」，並譴責以色列在中東製造新的暴力循環，警告其「敵對行為」正威脅地區穩定[2]。
- 阿联酋：外交部強烈譴責以色列的軍事行動，指其違反了1月達成的停火協議，並導致數百名巴勒斯坦人傷亡。阿聯酋警告，進一步的軍事升級將導致更多無辜平民死亡，並加劇加沙的人道危機[80]。
- 英国：英國政府呼籲以色列和哈馬斯「全面履行」停火協議，並強調各方應「緊急重返對話」。首相施紀賢的發言人表示：「我們希望這項停火協議能儘快恢復」，並對以色列空襲造成的平民傷亡表示震驚[2]。外交大臣林德偉則強調：「外交途徑，而非流血衝突，才是確保以巴安全的方式[81]。」然而，施紀賢政府對林德偉在下議院指控以色列違反國際法的言論表達不滿，並表示外交部將決定是否要求林德偉道歉[66][82]。
- 美国：白宮新聞秘書卡羅琳·萊維特表示，總統特朗普已明確警告，哈馬斯、胡塞武裝及伊朗等組織將為其針對以色列和美國的行動付出代價[2]。美國駐聯合國代理大使多蘿西·謝伊則指責哈馬斯應對新一輪暴力衝突負全責，稱該組織拒絕了所有停火提案[2][83]。
- 葉門：由胡塞武裝控制的最高政治委員會譴責以色列恢復對加沙的軍事行動，並聲稱：「巴勒斯坦人民不會孤軍奮戰，也門將繼續支持並加強對抗行動[2]。」胡塞武裝向本-古里安國際機場發射一枚火箭；以色列稱，該飛彈在抵達以色列領土前就被攔截[51]。

### 非政府與國際組織
- 人道行動：該組織強烈譴責以色列的襲擊，批評以色列政府無意遵守國際法，也不願為以色列人民或巴勒斯坦爭取公正且持久的和平[84]。
- 美國—伊斯蘭關係理事會：該組織譴責以色列恢復對加沙的「大規模屠殺」，並指責內塔尼亞胡寧可在難民營屠殺巴勒斯坦兒童，也不願交換所有被扣押人員，以履行特朗普促成的停火協議。該組織進一步批評，以色列此舉是為了防止其內閣垮台，而不是尋求和平[2]。
- 人質與失蹤者家庭論壇：該組織指責內塔尼亞胡政府「主動放棄」剩餘59名人質的生命，並形容此次襲擊是「故意破壞」人質釋放進程的行為。該論壇呼籲立即恢復停火，並敦促美國總統特朗普介入談判，確保所有人質獲釋[65]。
- 人權觀察：該組織以巴事務主任奧馬爾·沙基爾批評，以色列在加沙公然違反國際法，並呼籲國際社會追究其官員責任，並終止對以色列的軍售[85]。
- 國際紅十字會：該組織警告，隨著襲擊導致傷亡激增，加沙的醫療體系已瀕臨崩潰，而以色列對人道援助的封鎖進一步惡化當地情勢[86]。
- 伊斯蘭救濟組織：該組織批評西方與阿拉伯國家對以色列的盟友僅表達「表面上的關切」，卻未對以色列施加武器與貿易限制，這種態度形同縱容其持續違反國際法，使這些國家成為戰爭罪行的共犯[47]。
- 無國界醫生：該組織敦促恢復停火，並指責以色列對加沙進行「集體懲罰」，將全體平民作為報復目標[87]。
- 挪威難民理事會：該組織警告，以色列的襲擊將使加沙再度陷入「死亡、毀滅與流離失所的惡性循環」，呼籲國際社會介入防止更大的人道災難[88]。
- 救助兒童會：駐加沙的雷切爾·卡明斯形容，停火的破裂「對加沙的兒童而言無異於死刑」，並批評以色列選擇在齋月期間封鎖援助物資，這是一種「嚴重侵犯兒童權利」的行為[2]。
- 联合国：秘書長安東尼奧·古特雷斯透過發言人發表聲明稱，他對以色列的襲擊感到「震驚」，這些襲擊已造成「相當數量」的平民死亡。他進一步呼籲「嚴格遵守停火協議，恢復不受阻礙的人道援助，並無條件釋放所有仍被扣押的人質[2]。」
  -  聯合國近東巴勒斯坦難民救濟和工程處：該機構負責人菲利普·拉扎里尼譴責襲擊，他在社交媒體上寫道：「昨夜以色列軍隊的猛烈轟炸導致兒童在內的平民喪生，場面令人震驚。重啟戰爭只會進一步加深絕望與苦難，讓『人間地獄』燃燒得更加猛烈[2]。」
  -  聯合國人道事務協調廳：發言人奧爾加·切列夫科警告稱，隨著襲擊持續，局勢仍然「極不穩定」[89]。
  -  聯合國人權事務高級專員辦事處：人權事務高級專員福爾克·圖克表示，這次襲擊將「讓悲劇雪上加霜」，並強調以色列的攻擊「只會讓已經處於災難性境地的巴勒斯坦人民承受更深重的苦難[2]。」
  -  世界衛生組織：總幹事譚德塞在社交媒體上發文表示，戰事重啟可能「再次將數百萬人的生命置於危險之中」，並呼籲恢復停火[90]。
- 欧洲联盟：外交與安全政策高級代表卡婭·卡拉斯在社交媒體上發文表示：「以色列必須停止軍事行動，恢復人道援助與加沙地區的電力供應。哈馬斯必須立即釋放所有人質[91]。」
  - 歐洲理事會：主席安東尼奧·科斯塔在社交媒體上表示，他對以色列襲擊加沙造成的平民死亡感到「震驚與悲痛」，並強調必須立即釋放所有人質與被拘留者，並恢復人道援助[92]。